# Ladislav Kučera (hudebník)
Ladislav „Huberťák“ Kučera (* 29. dubna 1950 v Karlových Varech) je český kytarista, písničkář, zpěvák a výrobce kytar.

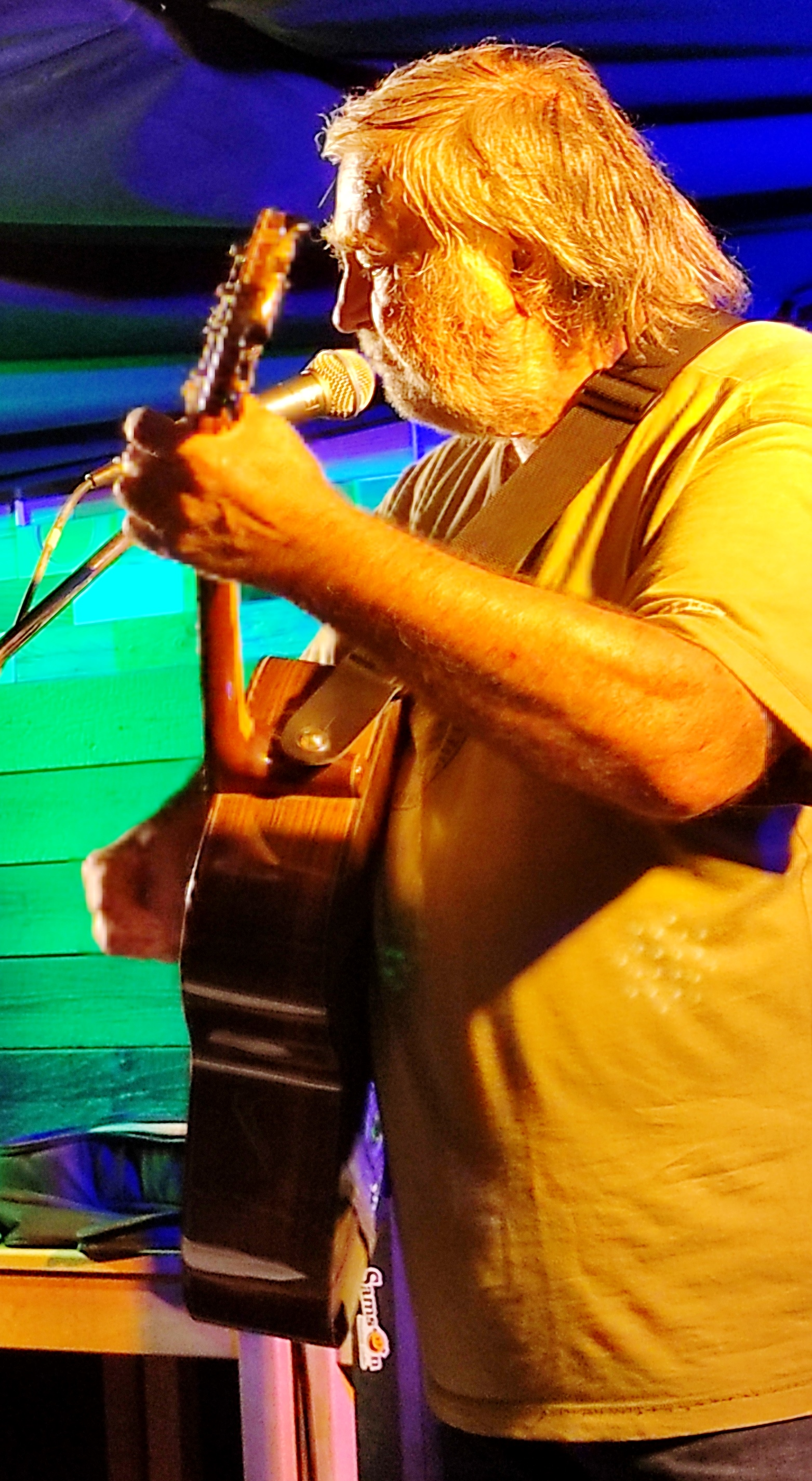
S Hop Tropem v roce 2022

Do konce 70. let 20. století byl členem skupiny Termiti. Od roku 1980 je členem populární trampské skupiny Hop Trop, pro kterou složil většinu písní a ve které hraje na kytaru a zpívá společně s Jaroslavem "Samsonem" Lenkem a Jaromírem "Šroubem" Vondrou. Je vyučeným výrobcem kytar v Lubech u Chebu - vyrobil mnoho kytar pro známé muzikanty (Vlasta Redl, Věra Klásková, Jaroslav Samson Lenk ad.).
Žije a pracuje v Kladně. Je ženatý, má dvě děti.